# Terminal Fluvial do Cais do Sodré
O Terminal Fluvial do Cais do Sodré é um dos três pontos de ligação da Transtejo e Soflusa à Margem Sul do rio Tejo, permitindo o acesso às embarcações que fazem o trajeto entre o Cais do Sodré e Cacilhas, Montijo e Seixal:
- ~C~ Cais do Sodré ⇄ Cacilhas
- ~M~ Cais do Sodré ⇄ Montijo
- ~S~ Cais do Sodré ⇄ Seixal

O terminal está situado na Rua da Cintura do Porto de Lisboa, na zona do Cais do Sodré, entre o Cais do Gás e o Jardim Roque Gameiro. Faz interface com a Estação Ferroviária do Cais do Sodré, que serve a Linha de Cascais, e com a estação Cais do Sodré, que serve a Linha Verde do Metropolitano de Lisboa, para além de ligar a inúmeras carreiras da Carris e linhas da Carris Metropolitana nas paragens circundantes e de contar com uma praça de táxis.

## História
O Terminal Fluvial do Cais do Sodré iniciou a sua operação no final do século XIX com o transporte fluvial de passageiros até Alcântara, Belém e Pedrouços, através da constituição da "Parceria dos Vapores Lisbonense" em 1899, e mais tarde, em 1903, até Cacilhas. Em meados do século XX o terminal estava localizado em frente do então edifício da Administração do Porto de Lisboa, resumindo-se a um simples embarcadouro flutuante e uma cabine para venda de títulos de transporte.

Inaugurado a 10 de maio de 2004, e com início de construção em 2002, o novo edifício é composto por um longo átrio longitudinal com dois pisos e aproximadamente 5 000 m2 de área de construção, construído maioritariamente em ferro, vidro, acrílico e lusalite. O piso térreo, com cerca de 3 300 m2, alberga zonas técnicas, espaços comerciais, bilheteiras e três salas de espera. O 1º piso, com cerca de 1 700 m2, alberga os serviços administrativos da Transtejo e Soflusa. Na zona externa o edifício conta com três pontões de embarque. A sua construção foi orçada em 12 milhões de euros, estando integrado no complexo intermodal do Cais do Sodré cuja construção se iniciou em 1992 em redor da Estação Ferroviária do Cais do Sodré. Também faz parte deste complexo a Estação Cais do Sodré, inaugurada em 1998. O projeto arquitetónico é da autoria de Pedro Botelho e Nuno Teotónio Pereira.

## Galeria

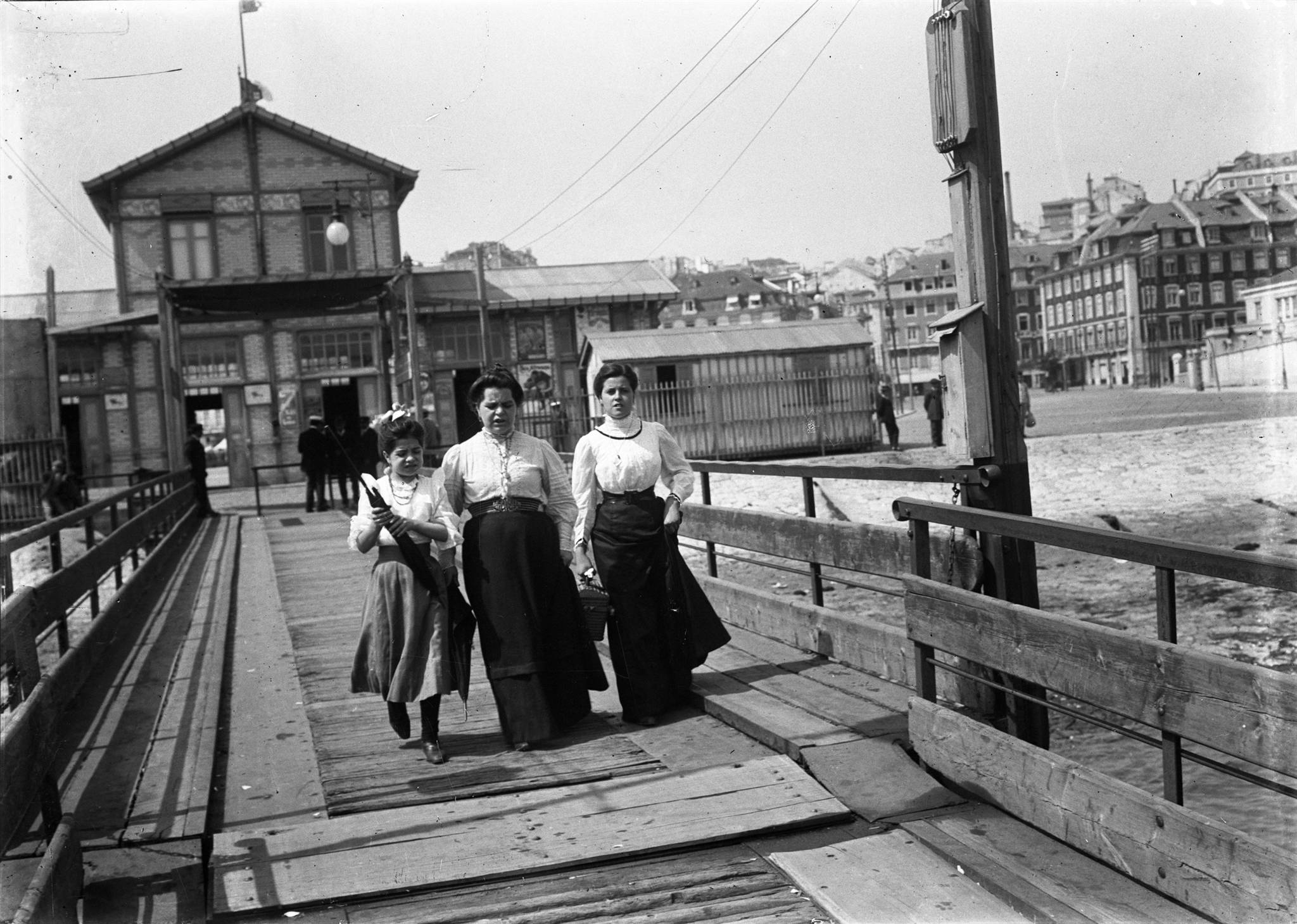
O pontão de acesso aos cacilheiros, em 1912 (fotografia de Joshua Benoliel).

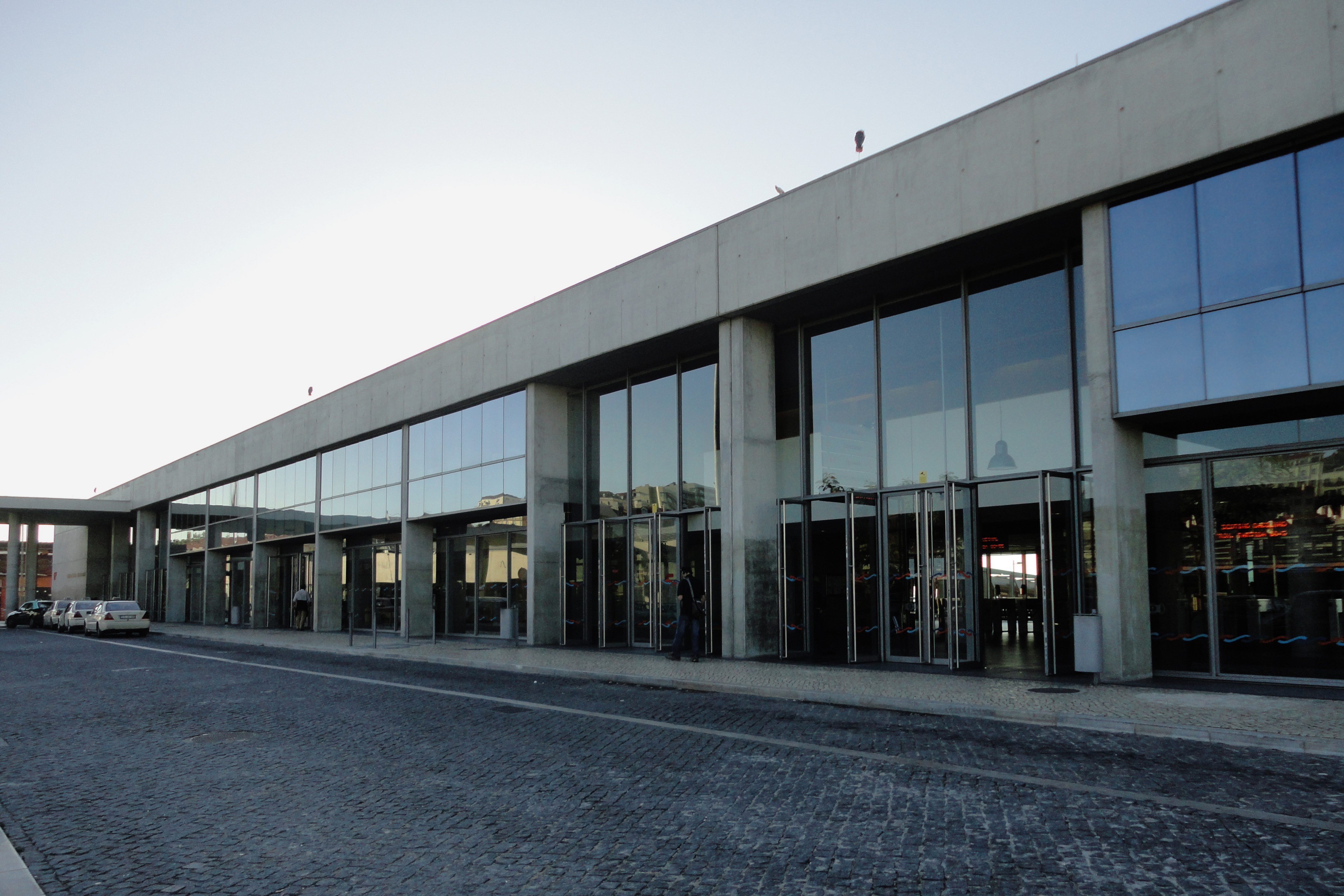
Terminal Fluvial Cais do Sodré, 2012